# Teknoman
Teknoman (宇宙の騎士テッカマンブレード?, Uchuu no Kishi Tekkaman Blade) è un anime giapponese, prodotto congiuntamente sia dalla Tatsunoko sia dalla Saban sotto la regia di Hiroshi Negishi e concepito come ideale seguito dell'anime di produzione Tatsunoko del 1975 Tekkaman.
L'anime di Negishi, mandato inizialmente in onda nel Sol Levante dal 1992 al 1993 su TV Tokyo con il nome di Tekkaman Blade, è stato successivamente adattato per il mercato statunitense e ivi trasmesso nel 1995 da United Paramount Network con il nome di Teknoman. Quest'ultima denominazione è quindi mantenuta nell'edizione italiana, diffusa per la prima volta nell'etere radiotelevisivo durante il settembre del 1997 da Italia 1. Sebbene la versione giapponese consti di 49 episodi, solamente 42 di questi sono giunti in Italia.
La serie è ambientata nell'anno 2300 allorquando la Terra viene invasa dagli alieni parassiti Radam guidati da guerrieri corazzati chiamati Tekkamen. Le forze di difesa terrestri si rivelano inefficaci contro gli invasori. In aiuto dei difensori della Terra compare improvvisamente Brando, un ragazzo dotato della capacità di trasformarsi attraverso un'energia sconosciuta in un misterioso cavaliere protetto da un'armatura potenziata e chiamato Teknoman (Tekkaman Blade nella versione nipponica).
Nel picchiaduro per la console Wii intitolato Tatsunoko vs. Capcom: Ultimate All Stars, Teknoman è incluso tra i personaggi selezionabili.

## Trama
La storia ruota attorno all'attacco alieno contro la Terra da parte di una specie di strani esseri chiamati 'Tecno-Granchi' (come suggerisce il nome, si tratta di giganteschi granchi meccanizzati) comandati da un certo Tenebra, loro signore supremo. A difesa del pianeta si schierano i Cavalieri dello Spazio, un gruppo di giovani e coraggiosi umani che con tutte le loro forze si oppongono ai mostri.
Durante l'anno 2300 d.C. (2087 nella versione inglese, altrimenti noto come Regno terrestre 192) il mondo aveva iniziato a subire l'attacco di forme viventi extraterrestri le quali, in forma di baccelli vegetali, avevano ben presto attecchito e colonizzato l'intera superficie del pianeta. Contemporaneamente dallo spazio esterno giungono periodici assalti da parte degli esseri alieni detti Tecno-granchi, la cui base si saprà presto è situata nel lato oscuro del satellite lunare.
Poco tempo dopo una specie di meteorite precipita dal cielo: si tratta in realtà di quello che pare a prima vista essere un giovane uomo dall'apparente età di circa 20 anni; egli è dotato di particolarissime caratteristiche che lo rendono capace di trasformarsi in un Teknoman, un guerriero corazzato che è un miscuglio tra un essere umano ed un robot meccanico. Ha con sé un 'cristallo di smeraldo' a forma di stella, ed è proprio utilizzando quest'oggetto che gli vien permesso di trasmutare il suo corpo; col suo aiuto i Cavalieri dello Spazio riescono a distruggere le forze principali dell'esercito d'invasione 'Venomoide' (la specie che comanda gli Aracno-granchi e che ha gettato sulla terra i baccelli vegetali parassitari) ritardandone così temporaneamente l'offensiva.
I Venomoidi, forti e di grandi dimensioni ma senza un cervello autonomo individuale, non conoscono la paura e non si preoccupano quindi affatto del proprio destino, pensando solo a guidare e pilotare i moduli-ragno. Attraverso le piante aliene essi possono trasformare dei semplici esseri umani in Teknoman, robot umanoidi privati dell'anima che dovrebbero, secondo le intenzioni di Tenebra, facilitare la completa distruzione dell'intera razza umana.
Il ragazzo precipitato misteriosamente dal cielo viene trovato da Ringo e Star durante una loro missione di pattugliamento; trasportato immediatamente alla base dei Cavalieri viene prima medicato e poi interrogato dal comandante Memo, nel tentativo di carpirgli notizie utili per opporsi alla massiccia opera distruttiva aliena. La base dei Cavalieri, situata sulla cima di un'alta montagna, è abitata dal gruppo militare e da quello scientifico; assieme cercano di studiare gli esseri extraterrestri per trovarne i punti deboli.
Dopo esser stato accettato da Memo, Brando (così si fa chiamare il giovane) comincia subito a combattere a fianco dei Cavalieri, seppur la sua autentica identità rimanga avvolta nel mistero. Ma anche l'esercito, comandato da uno spregiudicato generale, viene presto a conoscenza dei sovrumani poteri di cui dispone il ragazzo; cerca pertanto di catturarlo per impossessarsi del segreto della tecno-Energia, quella che permette a Brando di diventare Teknoman e che è assorbita e conservata all'interno del cristallo di smeraldo che porta con sé.
Una delle principali preoccupazioni all'inizio della vicenda è costituita dall'enorme struttura artificiale denominata Anello spaziale che orbita attorno al pianeta, ex base terrestre convertita dai Venomoidi appena l'ebbero conquistata in luogo d'incubazione dei baccelli vegetali e rampa di lancio per i periodici attacchi da parte dei Tecno-granchi. Essendo la stazione terrestre che un tempo serviva come punto di lancio nello spazio (costruito ben prima dell'invasione) è stata anche la prima struttura umana attaccata ed occupata dal primo gruppo d'invasione alieno e tutti i suoi occupanti umani sono stati sterminati. Attualmente è un campo di battaglia tra le forze militari e i tecno-granchi.
Brando non dispone dei poteri completi di un Teknoman: il suo tempo limite di combattimento è di 30 minuti, passati i quali il potere che ha attivato dentro sé inizia a prender il sopravvento sulla sua umanità, rischiano così di trasformarlo ogni volta in un mostro. La causa di tale "difetto" è che è stato fatto uscire dal baccello prima del tempo utile; ma è anche il motivo per cui è riuscito a mantenere la sua coscienza e a decidere di difendere la Terra. 
All'inizio Brando ha del tutto perduto la memoria, la sua mente è avvolta infatti da una cupa nebbia che gli impedisce qualsivoglia ricordo della sua vita precedente, motivo questo per cui Ringo a differenza delle ragazze del gruppo diffida di questo sconosciuto mezzo umano e mezzo alieno; ci metterà difatti un po' più di tempo rispetto agli altri per accoglierlo ufficialmente nel gruppo dei Cavalieri.
Più avanti, a seguito della distruzione del cristallo, viene approntata una tecno-armatura artificiale che sostituisce perfettamente quella perduta e permette a Brando di continuar la sua lotta contro i perfidi Teknoman inviati da Tenebra. Si verrà infine a conoscere la verità riguardante l'autentica personalità di Brando e il destino della sua famiglia

### La famiglia di Brando e il segreto dei Teknoman
L'esercito dei tecno-granchi sono comandati dai Teknoman. Una volta che degli esseri umani sono stati catturati, vengono trasformati per contribuire al piano di conquista alieno; privati completamente dell'anima divengono puri e semplici strumenti di distruzione di massa. Dotati di corazza impenetrabile, forza sovrumana ed armi ad energia quantistica; si ottiene la trasformazione in Teknoman utilizzando la potenza assorbita dai cristalli di smeraldo in dotazione ad ognuno. Brando però, a differenza degli altri Teknoman, si batte in difesa della razza umana e per salvare la Terra dalla distruzione.
Durante un viaggio esplorativo dello spazio, la navicella Argo guidata dal padre di Brando-Nick e a bordo della quale sta la sua intera famiglia incappa in una sonda venomoide che vaga apparentemente senza direzione abbandonata a sé stessa. Ciò è accaduto mentre stavano esplorando gli anelli esterni di Saturno: il radar dell'Argo capta una perturbazione gravitazionale del tutto insolita. Avvicinatisi per indagare l'equipaggio scopre che il disturbo è provocato dalla presenza di un'astronave aliena; man mano che si avvicinano essi vengono catturati da un raggio traente.
Eccitati dalla prospettiva d'incontrare per la prima volta nella storia forme di vita aliena, l'equipaggio dell'Argo decide di entrare nella strana sonda, dove però vengono presto ingoiati ed assorbiti dai baccelli vegetali parassitari che vi si trovano all'interno. Nel corso del tempo il padre di Brando viene espulso dal proprio baccello in quanto troppo anziano e non adatto a diventare un perfetto Teknoman: ciò permette all'uomo di liberare il figlio più giovane dalle piante maligne e farlo fuggire. Allo stremo delle forze lo introduce nella capsula di salvataggio dell'Argo (assorbita anch'essa interamente nella nave aliena) prima di attivarne la sequenza d'autodistruzione.
A seguito dell'esplosione il veicolo spaziale venomoide si schianta sul lato oscuro della Luna. Brando intanto viaggia in direzione della Terra per 6 lunghi mesi, rinchiuso all'interno della capsula e solo coi suoi pensieri; ma giunto a destinazione scopre purtroppo che il pianeta è già sotto un pesante attacco delle forze nemiche: alimentato dal suo odio verso gli alieni Brando si trasforma in Teknoman e comincia ad attaccare. Combatte contro un temibile avversario, il Teknoman denominato Creso; i 2 lottano fino a quando Brando precipita sulla Terra. Fortunatamente la sua armatura lo protegge ed egli si schianta senza subir gravi danni.
Quella strana luce nel cielo attira però l'attenzione di 2 Cavalieri dello spazio in avanscoperta, Ringo e Star, i quali trovano Brando nudo e sanguinante ai piedi di un cratere e lo portano immediatamente al loro quartier generale: qui ha inizio la storia.

## Personaggi
- Brando (Nick Carter) - Il protagonista. Il suo più grande svantaggio è costituito dalla fragile psiche; costantemente tormentato da vaghe visioni del passato che gli danno incubi continui, è afflitto da ansia depressiva ed allucinazioni: il suo umore varia dal malinconico all'aggressivo. Ogni trasformazione del suo corpo in robot Teknoman si riflette come un boomerang sulla sua salute interiore; deve inoltre preoccuparsi sempre di non superare il limite dei 30 minuti in forma Teknoman, dopo i quali perde rapidamente tutte le sue facoltà più propriamente umane rischiando di farlo diventare anch'egli un mostruoso essere alieno. Questo perché è stato liberato dalle cellule germinali delle piante extraterrestri prima del tempo della trasmutazione completa, e se questo da un lato gli ha permesso di mantenere la propria identità, dall'altro ne ha indebolito il corpo sia fisicamente che mentalmente.
- Star - giovane esperta d'informatica facente parte dei Cavalieri dello Spazio e navigatore di TerraBlu. A lungo inconsapevole dell'amore che porta nei confronti di Brando, quando ne prenderà coscienza si rivelerà, oltre un'ottima scienziata, anche una donna innamorata. È tra i primi ad aver fiducia in Brando e supportarlo durante i suoi periodi di crisi, aiutandolo spesso a reagire ed affrontare i propri fantasmi psichici.
- Ringo (Richard Vereuse) - pilota della navicella da combattimento dei Cavalieri chiamata Terra Blu. Abile ed intelligente soldato, anche se dotato d'un pungente senso dell'umorismo che non a tutti piace.
- Memo - Comandante dei Cavalieri dello Spazio e ricercatore dei segreti della tecnologia aliena. Egli ha istituito questa forza speciale di difesa, ultima speranza della Terra di sconfiggere i Venomoidi.
- Mac McElroy - un omone grande e grosso, è il geniale capo meccanico dei Cavalieri.
- Maggie Matherson - una donna mascolina che lavora come tecnico ed inventore in collaborazione con Mac; è la prima a far la corte apertamente al tenebroso Brando. Ha progettato e fatto costruire il Tekno-robot chiamato Pegaso che deve aiutar Brando in combattimento. Nella versione originale giapponese si tratta di un travestito di nome Levin.
- Tina Corman - la più giovane dell'equipaggio dei Cavalieri, poco più che una bambina; è l'operatrice addetta alle comunicazioni. Brando la assocerà presto alla figura della giovane sorella perduta Sara, alla quale sembra assomigliare.
- Pegasus - un grande robot con armatura di un intenso color azzurro. Ha un'intelligenza artificiale molto sviluppata, inizialmente definito semplicemente come Tekno-robot, aiuta Brando durante le battaglie contro i Venomoidi e i vari Teknoman malvagi che via via appaiono permettendogli di trasformarsi per un certo periodo di tempo in Teknoman anche dopo la distruzione del cristallo di smeraldo che il ragazzo aveva in dotazione.
- Generale Galt - generale dell'esercito terrestre. Dal momento in cui scopre l'esistenza di Brando, spende tutte le proprie risorse per ottenerne il controllo, in modo da farne un'arma e scoprire i segreti del suo potere. Afferma di agire per il bene dell'umanità ma in realtà, mano a mano che la guerra prosegue, si dimostra sempre più instabile e megalomane: mano a mano che i suoi piani falliscono, commette azioni sempre più avventate fino a che, ancora convinto che l'anello spaziale sia la base dei venomoidi, organizza il lancio di una bomba atomica in grado di distruggerlo, incurante di quante persone moriranno a causa della caduta dei detriti e accusando Brando di essere un traditore quando quest'ultimo lo avverte che l'anello è solo un avamposto. Senza aspettare oltre attiva il lancio, obbligando Brando a distruggere la bomba a terra, causando un'esplosione che coinvolge Galt.
- Balzac - un uomo alquanto sospetto che si è unito ai cavalieri dello spazio in veste di giornalista, con l'intento di carpire i segreti della Tekno-armatura. In realtà è una spia mandata dal generale in capo dell'esercito. Dopo essersi impossessato dei piani di costruzione di Memo farà realizzare un'armatura artificiale simile a quella di Brando. Convinto di essere l'eroe dell'umanità, viene messo a capo di una squadra incaricata da Galt di riconquistare l'anello spaziale, ma la missione è un fallimento totale: gli uomini vengono trucidati e Balzac si salva solo per miracolo. Sopravvissuto, vive per qualche tempo con una famiglia di agricoltori, fino a che i Cavalieri dello Spazio non lo trovano e lo convincono a ricominciare a lottare. Nello scontro finale affronta il Teknoman Sword, che distrugge trascinandola con sé facendo cadere entrambi in orbita, in modo che essa venga bruciata entrando in atmosfera. Nell'edizione originale muore bruciato anche lui, mentre nell'edizione italiana e inglese Memo racconta che Balzac è sopravvissuto.
- Tenebra - capo dei Venomoidi, generale che guida l'invasione aliena della Terra e la cui base si trova sul lato nascosto della Luna. Qui si attende il momento opportuno per sferrar l'attacco finale alla Terra che permetterà la conquista dell'intero universo.

## Episodi
| Nº | Titolo italiano Giapponese 「Kanji」 - Rōmaji                                   | In onda           | In onda |
| Nº | Titolo italiano Giapponese 「Kanji」 - Rōmaji                                   | Giapponese        |         |
| 1  | Amico o nemico? 「天駆ける超人」 - ten kake ru chōjin                           | 25 febbraio 1992  |         |
| 2  | Invasione 「孤独の戦士」 - kodoku no senshi                                     | 3 marzo 1992      |         |
| 3  | La forza dei Cavalieri dello Spazio 「防衛軍の野望」 - bōeigun no yabō          | 10 marzo 1992     |         |
| 4  | Una battaglia perduta 「理由なき敵前逃亡」 - riyū naki tekizentōbō              | 17 marzo 1992     |         |
| 5  | Il tempo è scaduto! 「オレを殺せ」 - ore wo korose                              | 24 marzo 1992     |         |
| 6  | Cristallo in frantumi 「テックセット不能」 - tekkusetto funō                    | 31 marzo 1992     |         |
| 7  | L’ultimatum 「機動兵ペガス発進」 - kidō hei pegasu hasshin                      | 7 aprile 1992     |         |
| 8  | Il giornalista 「謎の従軍記者」 - nazo no jūgunkisha                            | 14 aprile 1992    |         |
| 9  | Il convoglio 「救出!木星クルー」 - kyūshutsu! mokusei kuru                      | 21 aprile 1992    |         |
| 10 | Un soldato speciale 「戦火に響く子守歌」 - senka ni hibiku komoriuta            | 28 aprile 1992    |         |
| 11 | Una nuova minaccia 「Dボウイファイル」 - d bōifairu                             | 5 maggio 1992     |         |
| 12 | Guerra tra fratelli 「赤い戦慄エビル」 - akai senritsu ebiru                    | 12 maggio 1992    |         |
| 13 | Contrasti in famiglia 「宿命の兄弟」 - shukumei no kyōdai                       | 19 maggio 1992    |         |
| 14 | Una missione per Tina 「血をわけた悪魔」 - chi wowaketa akuma                   | 26 maggio 1992    |         |
| 15 | La spia 「魔神蘇る」 - majin yomigaeru                                          | 2 giugno 1992     |         |
| 16 | Vaghi ricordi 「裏切りの肖像」 - uragiri no shōzō                               | 9 giugno 1992     |         |
| 17 | Colpo di scena 「鋼鉄の救世主」 - kōtetsu no kyūseishu                          | 16 giugno 1992    |         |
| 18 | Battaglia nello spazio 「栄光への代償」 - eikō heno daishō                      | 23 giugno 1992    |         |
| 19 | Uomo o mostro? 「心閉ざした戦士」 - kokoro toza shita senshi                    | 30 giugno 1992    |         |
| 20 | Fratelli e sorelle 「復活!怒りの変身」 - fukkatsu! ikari no henshin             | 7 luglio 1992     |         |
| 21 | Nuove armi 「愛と死の予感」 - ai to shino yokan                                 | 14 luglio 1992    |         |
| 22 | Una vita appesa a un filo 「ミユキの決意」 - miyuki no ketsui                   | 21 luglio 1992    |         |
| 23 | L’inizio di un incubo 「傷だらけの再会」 - kizu darakeno saikai                 | 28 luglio 1992    |         |
| 24 | Il segreto di Shara 「引き裂かれた過去」 - hikisaka reta kako                   | 4 agosto 1992     |         |
| 25 | Il sacrificio 「新たなる悪魔」 - arata naru akuma                               | 11 agosto 1992    |         |
| 26 | Cronaca di una guerra 「死をかけた戦い」 - shi wokaketa tatakai                 | 18 agosto 1992    |         |
| 27 | Guerriero in rosso 「残りし者への遺産」 - nokori shi mono heno isan             | 25 agosto 1992    |         |
| 28 | Il generatore 「白い魔人」 - shiroi majin                                       | 1º settembre 1992 |         |
| 29 | La tekno-trappola 「戦いの野に花束を」 - tatakai no no ni hanataba wo           | 8 settembre 1992  |         |
| 30 | La lunga attesa 「父の面影」 - chichi no omokage                                | 15 settembre 1992 |         |
| 31 | Una vecchia conoscenza 「復讐の街」 - fukushū no machi                          | 22 settembre 1992 |         |
| 32 | Il teknocristallo 「待ちわびた少女」 - machi wabita shōjo                       | 29 settembre 1992 |         |
| 33 | Il maestro e l’allievo 「荒野の再会」 - kōya no saikai                          | 6 ottobre 1992    |         |
| 34 | Missione tra i ghiacci 「光と影の兄弟」 - hikato kage no kyōdai                 | 13 ottobre 1992   |         |
| 35 | Pronto a rischiare 「霧の中の敵」 - kiri no nakano teki                         | 20 ottobre 1992   |         |
| 36 | ''- non trasmesso -'' 「決戦!!アックス」 - kessen!! akkusu                      | 27 ottobre 1992   |         |
| 37 | Evoluzione 「蝕まれた肉体」 - mushibama reta nikutai                            | 3 novembre 1992   |         |
| 38 | Amnesia 「死への迷宮」 - shi heno meikyū                                        | 10 novembre 1992  |         |
| 39 | Metamorfosi 「超戦士ブラスター」 - chōsenshi burasuta                           | 17 novembre 1992  |         |
| 40 | Battaglia sull’anello spaziale 「愛と戦いの二人」 - ai to tatakai no futari     | 24 novembre 1992  |         |
| 41 | L’ultima base di lancio 「エビル・蘇る悪魔」 - ebiru. yomigaeru akuma           | 1º dicembre 1992  |         |
| 42 | L’inizio della fine 「激突!赤い宿敵」 - gekitotsu! akai shukuteki               | 8 dicembre 1992   |         |
| 43 | La battaglia finale 「訣別の銃弾」 - ketsubetsu no jūdan                        | 15 dicembre 1992  |         |
| 44 | ''- non trasmesso -'' 「迫り来る闇」 - semari kuru yami                         | 22 dicembre 1992  |         |
| 45 | ''- non trasmesso -'' 「真実の侵略者」 - shinjitsu no shinryakusha              | 5 gennaio 1993    |         |
| 46 | ''- non trasmesso -'' 「時の止まった家」 - tokino toma tta ie                   | 12 gennaio 1993   |         |
| 47 | ''- non trasmesso -'' 「闇と死の運命（さだめ）」 - yami to shino unmei (sadame) | 19 gennaio 1993   |         |
| 48 | ''- non trasmesso -'' 「壮烈!エビル死す」 - sōretsu! ebiru shisu                | 26 gennaio 1993   |         |
| 49 | ''- non trasmesso -'' 「燃えつきる命」 - moe tsukiru inochi                     | 2 febbraio 1993   |         |

## Sigla italiana
"Teknoman", la sigla di testa e di coda interpretata da Marco Destro nel 1997, è la canzone utilizzata per la prima visione su Italia 1. Di tale sigla si conosce solo la versione "TV size", in quanto non è mai editata nelle raccolte della R.T.I. (quali "Fivelandia" o "Cristina D'Avena e i tuoi amici in TV").

## Doppiaggio
| Personaggio                                  | Doppiatore italiano |
| -------------------------------------------- | ------------------- |
| Brando/Teknoman (Takaya Aiba/Tekkaman Blade) | Patrizio Prata      |
| Ringo (Noal)                                 | Gianluca Iacono     |
| Star (Aki)                                   | Jasmine Laurenti    |
| Balzac                                       | Marco Balzarotti    |
| Sara                                         | Donatella Fanfani   |
| Tina                                         | Lara Parmiani       |
| Maggie                                       | Marina Massironi    |
| Mec                                          | Stefano Albertini   |
| Memo (Freeman)                               | Mario Scarabelli    |
| Tenebra (Omega)                              | Maurizio Scattorin  |
| Ascia (Axe)                                  | Giorgio Bonino      |
| Lancia (Lance)                               | Gabriele Calindri   |
| Saber                                        | Diego Sabre         |
| Sword                                        | Patrizia Scianca    |
| Galt                                         | Orlando Mezzabotta  |
| Marlowe                                      | Gabriele Calindri   |
| Voce narrante                                | Tony Fuochi         |

## Tekkaman Blade II
Nel 1994 la Tatsunoko ha prodotto una miniserie sequel, costituita da sei OVA in cui sono raccontate le avventure dei Cavalieri dello Spazio dieci anni dopo la sconfitta di Tenebra. Brando è riuscito a riprendersi dallo scontro sulla Luna e gli scienziati terrestri hanno finalmente scoperto il segreto della tecnologia dei Teknoman per cui ora i Cavalieri dello Spazio difendono il mondo grazie a una squadra di Teknoman comandati da Star e da Brando. La prima è la nuova comandante dei Cavalieri dello Spazio ed è anch'ella diventata una potente Teknoman, mentre il secondo, che ha recuperato i suoi poteri, aiuta le nuove leve nella lotta contro i Venomoidi. La protagonista della storia è una recluta, Yumi Francois, che è diventata da poco una Teknoman e che quindi deve ancora imparare a controllare perfettamente le sue nuove abilità.
In Italia la serie è inedita, per cui i protagonisti sono riferiti con i loro nomi e soprannomi originali: D-Boy (Brando) e Aki (Star).